# روبرت هينك
روبرت هينك (بالألمانية: Robert Henke)‏ هو مهندس الصوت وملحن ألماني، ولد في 1969 في ميونخ في ألمانيا.

## وصلات خارجية
- الموقع الرسمي
- روبرت هينك على موقع ميوزك برينز (الإنجليزية)
- روبرت هينك على موقع ديسكوغز (الإنجليزية)